# Abludomelita abyssorum
Abludomelita abyssorum är en kräftdjursart. Abludomelita abyssorum ingår i släktet Abludomelita och familjen Melitidae. Inga underarter finns listade i Catalogue of Life.